# Токуну
Токуну (на френски: Tokounou) е град и община в източна Гвинея, регион Канкан, префектура Канкан. Населението на общината през 2014 година е 32 807 души.